# Pedro Dellacha
Pedro Dellacha (9 de juliol de 1926 - 31 de juliol de 2010) fou un futbolista argentí.

## Selecció de l'Argentina
Va formar part de l'equip argentí a la Copa del Món de 1958.